# Нова Весь-Велика (Нижньосілезьке воєводство)
Нова Весь-Велика (пол. Nowa Wieś Wielka, нім. Groß Neudorf) — село в Польщі, у гміні Пашовиці Яворського повіту Нижньосілезького воєводства.
Населення — 164 особи (2011).
У 1975-1998 роках село належало до Легницького воєводства.

## Демографія
Демографічна структура станом на 31 березня 2011 року:
|          | Загалом | Допрацездатний вік | Працездатний вік | Постпрацездатний вік |
| -------- | ------- | ------------------ | ---------------- | -------------------- |
| Чоловіки | 87      | 16                 | 63               | 8                    |
| Жінки    | 77      | 13                 | 45               | 19                   |
| Разом    | 164     | 29                 | 108              | 27                   |

## Галерея

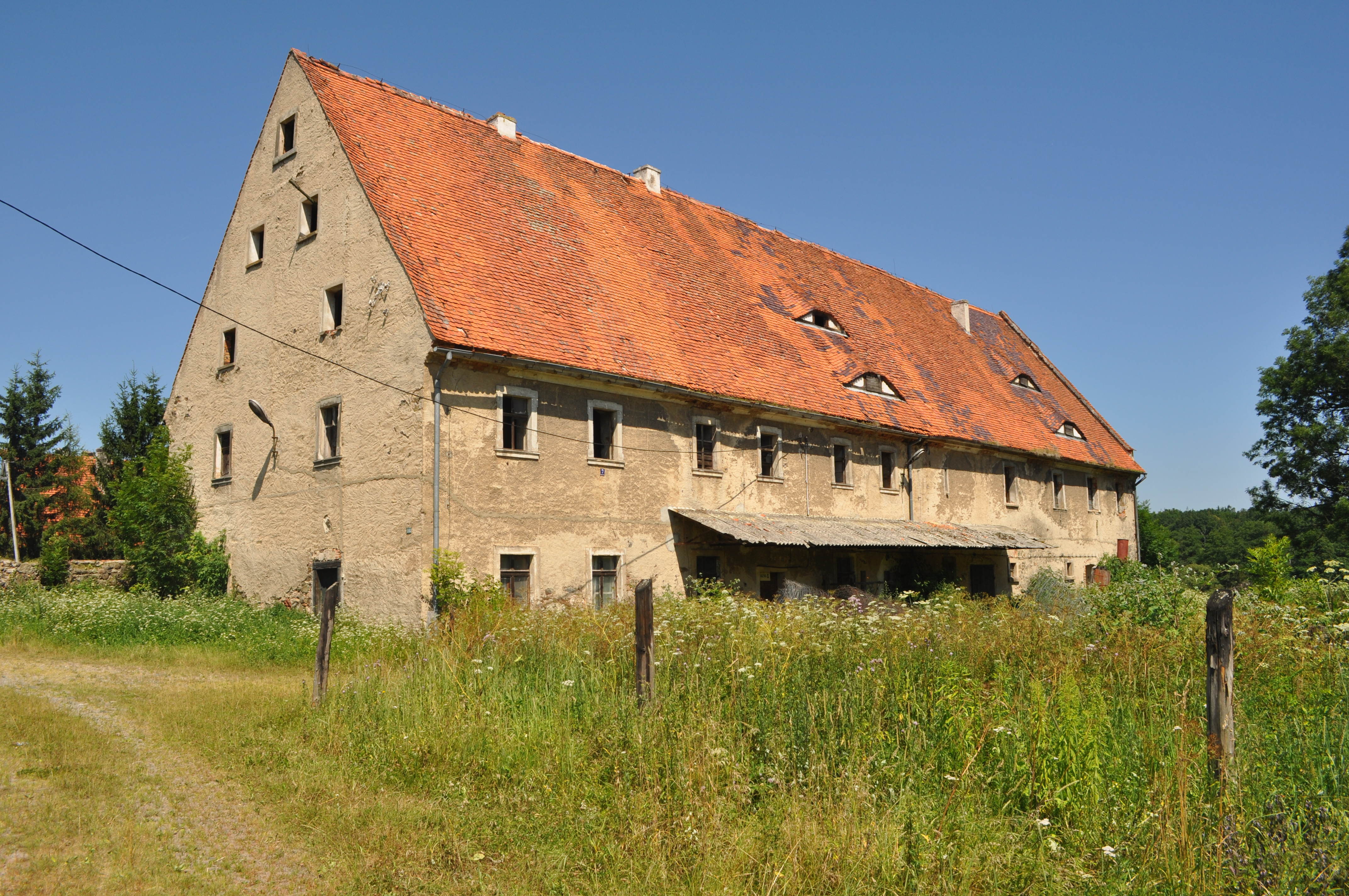
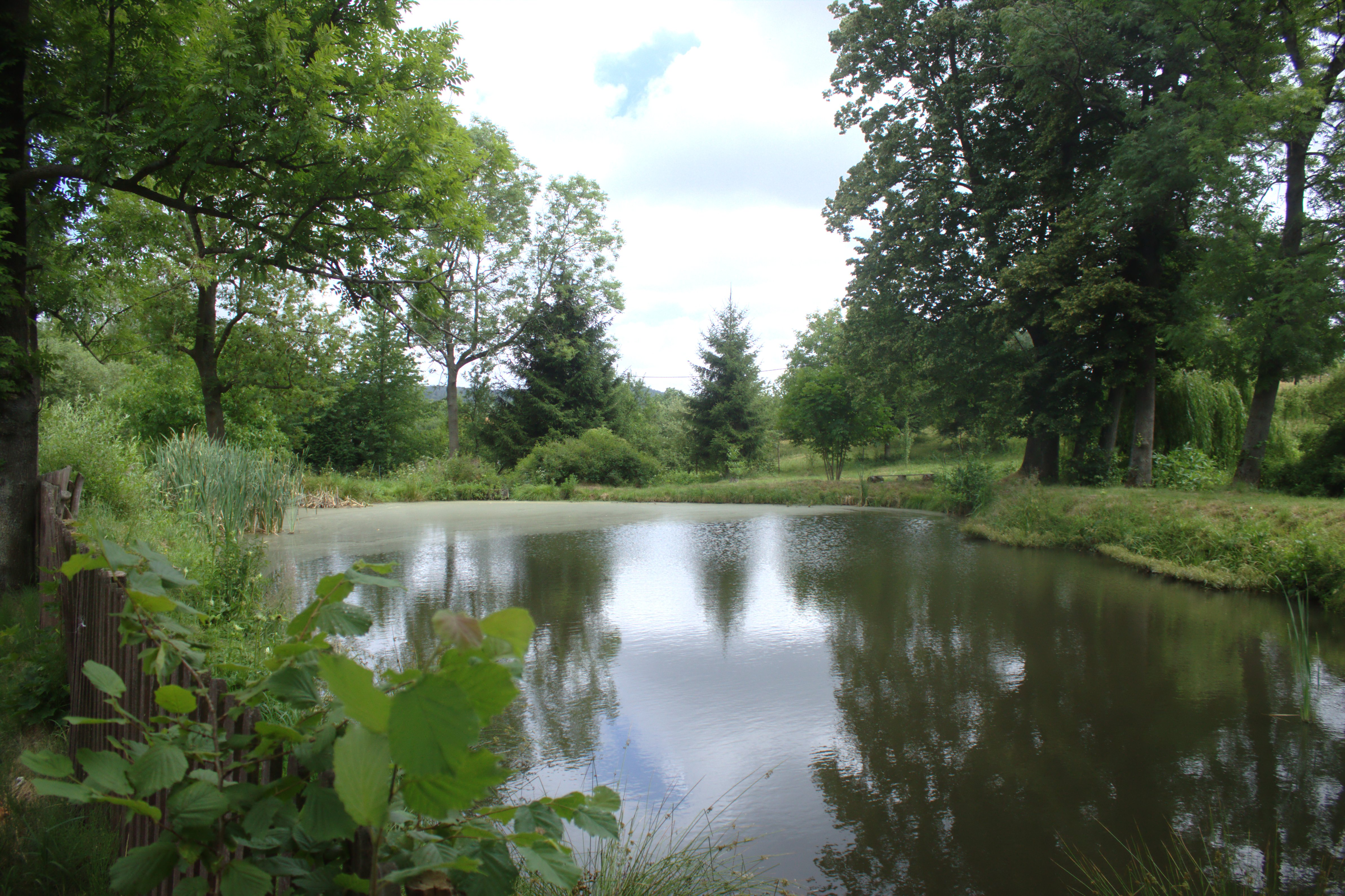
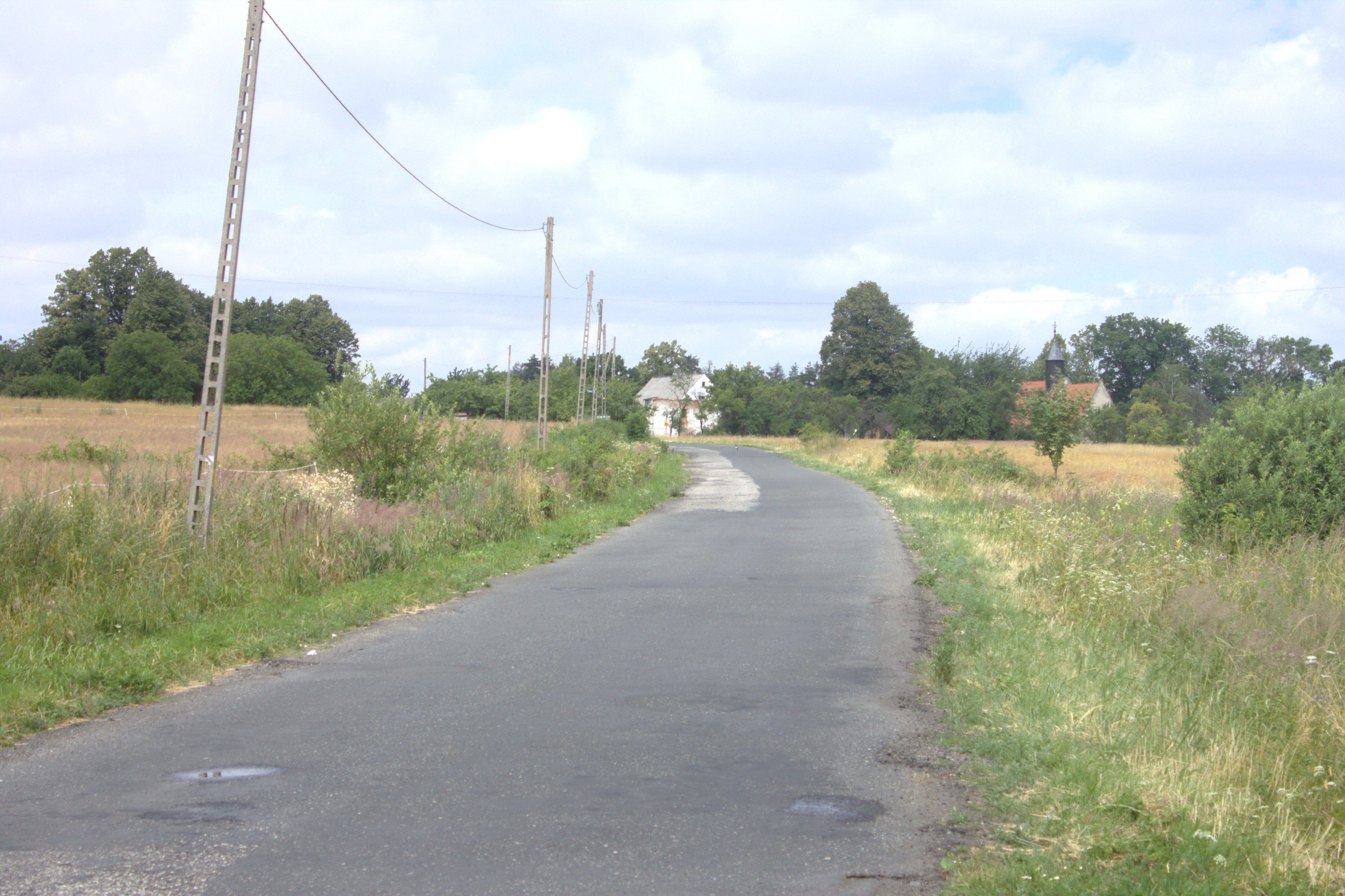
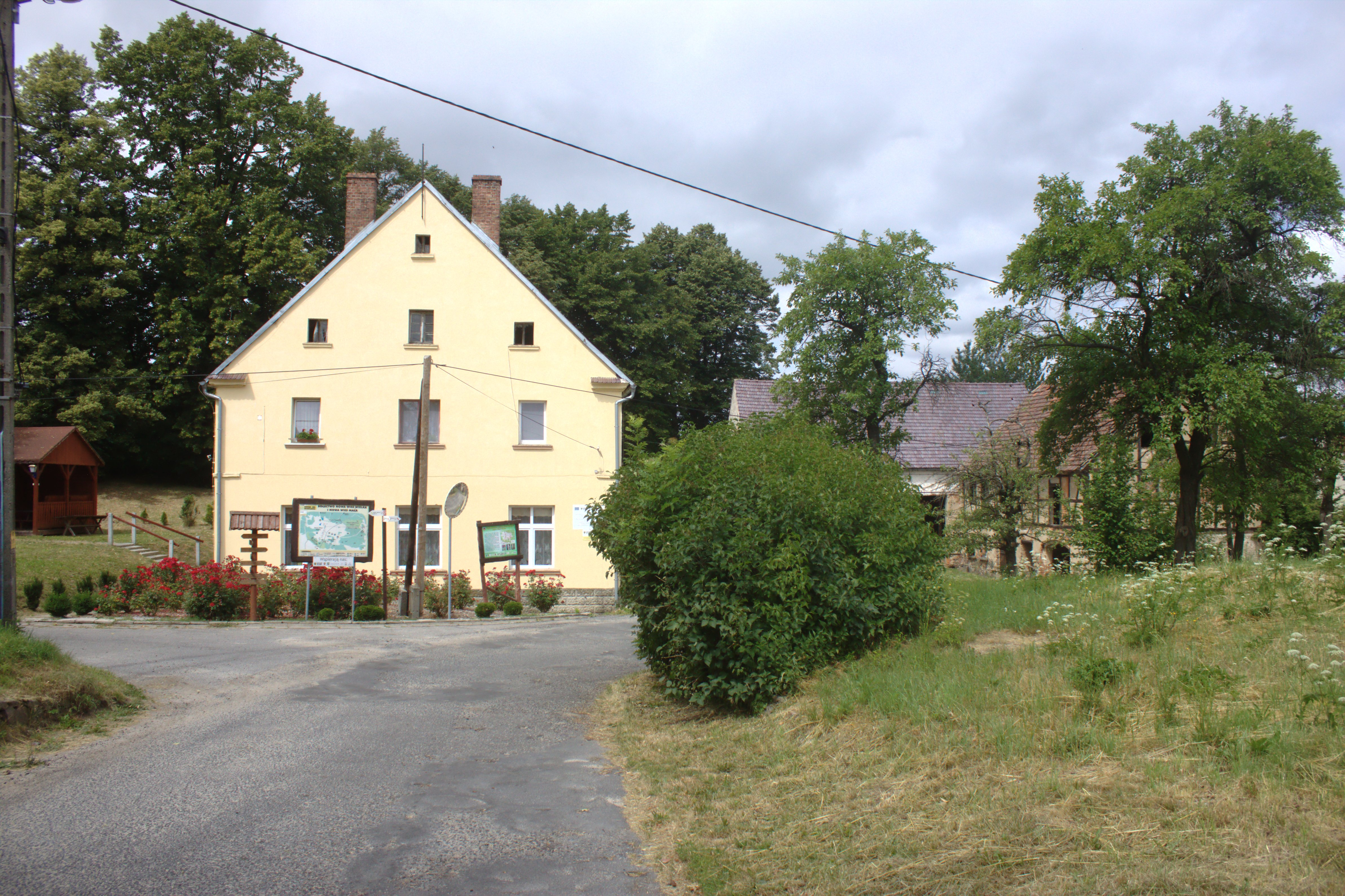